# Olympische Winterspiele 1994/Biathlon
Bei den XVII. Olympischen Winterspielen 1994 in Lillehammer fanden sechs Wettbewerbe im Biathlon statt. Austragungsort war das Birkebeineren-Skistadion.

## Wettbewerbe
Die einzige Änderung gegenüber den Olympischen Spielen 1992 betraf die Frauenstaffel, die nun vier statt wie bisher drei Läuferinnen umfasste.
Nicht auf dem Programm stand der im Weltcup und den Weltmeisterschaften ausgetragene Mannschaftswettbewerb, der mit der Beginn der Saison 1998/99 bei allen Veranstaltungen aus dem Angebotskatalog bestrichen wurde. Für diese Disziplin wurde 1994 in Canmore eine gesonderte Weltmeisterschaften, Kanada, angesetzt.

## Bilanz

### Medaillenspiegel
| Platz | Land        | Gold | Silber | Bronze | Gesamt |
| ----- | ----------- | ---- | ------ | ------ | ------ |
| 1     | Russland    | 3    | 1      | 1      | 5      |
| 2     | Kanada      | 2    | –      | –      | 2      |
| 3     | Deutschland | 1    | 3      | 2      | 6      |
| 4     | Frankreich  | –    | 1      | 2      | 3      |
| 5     | Belarus     | –    | 1      | –      | 1      |
| 6     | Ukraine     | –    | –      | 1      | 1      |

### Medaillengewinner
| Konkurrenz         | Gold                                                                         | Silber                                                                                         | Bronze                                                                                         |
| ------------------ | ---------------------------------------------------------------------------- | ---------------------------------------------------------------------------------------------- | ---------------------------------------------------------------------------------------------- |
| Sprint 10 km       | Sergei Tschepikow                                                            | Ricco Groß                                                                                     | Sergei Tarassow                                                                                |
| Einzel 20 km       | Sergei Tarassow                                                              | Frank Luck                                                                                     | Sven Fischer                                                                                   |
| Staffel 4 × 7,5 km | Deutschland 0000Ricco Groß 0000Frank Luck 0000Mark Kirchner 0000Sven Fischer | Russland 0000Waleri Kirijenko 0000Wladimir Dratschow 0000Sergei Tarassow 0000Sergei Tschepikow | Frankreich 0000Thierry Dusserre 0000Patrice Bailly-Salins 0000Lionel Laurent 0000Hervé Flandin |

| Konkurrenz         | Gold                                                                                      | Silber                                                                                      | Bronze                                                                                   |
| ------------------ | ----------------------------------------------------------------------------------------- | ------------------------------------------------------------------------------------------- | ---------------------------------------------------------------------------------------- |
| Sprint 7,5 km      | Myriam Bédard                                                                             | Swjatlana Paramyhina                                                                        | Walentyna Zerbe-Nessina                                                                  |
| Einzel 15 km       | Myriam Bédard                                                                             | Anne Briand                                                                                 | Uschi Disl                                                                               |
| Staffel 4 × 7,5 km | Russland 0000Nadeschda Talanowa 0000Natalja Snytina 0000Luisa Noskowa 0000Anfissa Reszowa | Deutschland 0000Uschi Disl 0000Antje Harvey 0000Simone Greiner-Petter-Memm 0000Petra Schaaf | Frankreich 0000Corinne Niogret 0000Véronique Claudel 0000Delphyne Burlet 0000Anne Briand |

## Ergebnisse Männer

### Sprint 10 km
| Platz | Land | Sportler             | Zeit (min) | Fehler   |
| ----- | ---- | -------------------- | ---------- | -------- |
| 01    | RUS  | Sergei Tschepikow    | 28:07,0    | 0 (0+0)  |
| 02    | GER  | Ricco Groß           | 28:13,0    | 0 (0+0)  |
| 03    | RUS  | Sergei Tarassow      | 28:27,4    | 1 (1+0)  |
| 04    | RUS  | Wladimir Dratschow   | 28:28,9    | 1 (0+1)  |
| 05    | AUT  | Ludwig Gredler       | 29:05,4    | 2 (0+2)  |
| 06    | GER  | Frank Luck           | 29:09,7    | 2 (1+1)  |
| 07    | GER  | Sven Fischer         | 29:16,0    | 1 (1+0)  |
| 08    | FRA  | Hervé Flandin        | 29:33,8    | 1 (1+0)  |
| 09    | SLO  | Janez Ožbolt         | 29:35,8    | 0 (0+0)  |
| 10    | BLR  | Aljaksandr Papou     | 29:38,5    | 0 (0+0)  |
|       |      |                      |            |          |
| 12    | GER  | Mark Kirchner        | 29:51,7    | 2 (1+1)  |
| 13    | ITA  | Johann Passler       | 29:53,1    | 2 (0+2)  |
|       |      |                      |            |          |
| 22    | AUT  | Wolfgang Perner      | 30:31,5    | 3 (1+2)  |
|       |      |                      |            |          |
| 24    | ITA  | Wilfried Pallhuber   | 30:35,2    | 3 ( 1+2) |
|       |      |                      |            |          |
| 30    | AUT  | Franz Schuler        | 30:55,2    | 4 ( 1+3) |
|       |      |                      |            |          |
| 43    | AUT  | Martin Pfurtscheller | 31:47,2    | 5 (2+3)  |
| 44    | ITA  | Andreas Zingerle     | 31:50,5    | 2 (1+1)  |
|       |      |                      |            |          |
| 60    | SUI  | Jean-Marc Chabloz    | 32:35,6    | 3 (2+1)  |
|       |      |                      |            |          |
| 63    | SUI  | Daniel Hediger       | 33:05,6    | 8 (4+4)  |
|       | …    |                      |            |          |

Datum: 23. Februar 1994
Totalanstieg: 404 m, Maximalanstieg: 57 m, Höhenunterschied: 32 m

68 Teilnehmer aus 28 Ländern, alle in der Wertung

### Einzel 20 km
| Platz | Land | Sportler             | Zeit          | Fehler      |
| ----- | ---- | -------------------- | ------------- | ----------- |
| 01    | RUS  | Sergei Tarassow      | 0057:25,3 min | 3 (2+0+1+0) |
| 02    | GER  | Frank Luck           | 0057:28,7 min | 3 (0+2+0+1) |
| 03    | GER  | Sven Fischer         | 0057:41,9 min | 2 (0+2+0+0) |
| 04    | BLR  | Aljaksandr Papou     | 0057:53,1 min | 0 (0+0+0+0) |
| 05    | GER  | Jens Steinigen       | 0058:18,1 min | 2 (0+0+2+0) |
| 06    | ITA  | Andreas Zingerle     | 0058:51,4 min | 3 (1+1+0+1) |
| 07    | GER  | Mark Kirchner        | 0059:16,4 min | 4 (1+1+0+2) |
| 08    | RUS  | Sergei Tschepikow    | 0059:31,4 min | 5 (1+1+3+0) |
| 09    | NOR  | Sylfest Glimsdal     | 0059:42,4 min | 3 (2+0+0+1) |
| 10    | AUT  | Alfred Eder          | 0059:43,9 min | 0 (0+0+0+0) |
|       |      |                      |               |             |
| 18    | AUT  | Ludwig Gredler       | 1:00:21,6 h00 | 5 (1+1+1+2) |
|       |      |                      |               |             |
| 20    | ITA  | Wilfried Pallhuber   | 1:00:27,1 h00 | 5 (2+0+2+1) |
|       |      |                      |               |             |
| 33    | SUI  | Hanspeter Knobel     | 1:01:42,8 h00 | 1 (0+1+0+0) |
|       |      |                      |               |             |
| 45    | SUI  | Jean-Marc Chabloz    | 1:02:27,9 h00 | 4 (0+0+2+2) |
|       |      |                      |               |             |
| 48    | AUT  | Franz Schuler        | 1:03:01,4 h00 | 7 (2+1+3+1) |
|       |      |                      |               |             |
| 57    | AUT  | Martin Pfurtscheller | 1:03:56,3 h00 | 7 (2+1+1+3) |
|       | …    |                      |               |             |

Datum: 20. Februar 1994
Totalanstieg: 743 m, Maximalanstieg: 43 m, Höhenunterschied: 57 m

70 Teilnehmer aus 28 Ländern, alle in der Wertung

### Staffel 4 × 7,5 km
| Platz | Land/Sportler                                                                                  | Zeit                                                        | Fehler              |
| ----- | ---------------------------------------------------------------------------------------------- | ----------------------------------------------------------- | ------------------- |
| 01    | Deutschland 0000Ricco Groß 0000Frank Luck 0000Mark Kirchner 0000Sven Fischer                   | 1:30:22,1 h 22:32,3 min 22:06,0 min 22:49,5 min 22:54,3 min | 0+0                 |
| 02    | Russland 0000Waleri Kirijenko 0000Wladimir Dratschow 0000Sergei Tarassow 0000Sergei Tschepikow | 1:31:23,6 h 23:34,6 min 23:14,4 min 21:54,0 min 22:40,6 min | 0+2 0+0             |
| 03    | Frankreich 0000Thierry Dusserre 0000Patrice Bailly-Salins 0000Lionel Laurent 0000Hervé Flandin | 1:32:31,3 h 23:22,2 min 22:51,6 min 23:04,5 min 23:13,0 min | 1+0 0+0 1+0 0+0     |
| 04    | Belarus 0000Wiktor Maigurow 0000Igor Chochrjakow 0000Aleh Ryschankou 0000Aljaksandr Papou      | 1:32:57,2 h 23:07,9 min 23:52,9 min 22:05,4 min 23:51,0 min | 0+0                 |
| 05    | Finnland 0000Erkki Latvala 0000Harri Eloranta 0000Timo Seppälä 0000Vesa Hietalahti             | 1:33:11,9 h 24:10,5 min 22:18,3 min 23:03,1 min 23:40,0 min | 1+0 0+0 1+0         |
| 06    | Italien 0000Patrick Favre 0000Johann Passler 0000Pieralberto Carrara 0000Andreas Zingerle      | 1:33:17,3 h 23:19,0 min 23:02,3 min 22:16,7 min 24:39,3 min | 0+5 0+0 0+2 0+0 0+3 |
| 07    | Norwegen 0000Ole Einar Bjørndalen 0000Ivar Ulekleiv 0000Halvard Hanevold 0000Jon Åge Tyldum    | 1:33:32,8 h 23:50,5 min 23:00,2 min 23:44,5 min 22:57,6 min | 0+0                 |
| 08    | Polen 0000Tomasz Sikora 0000Jan Ziemianin 0000Wiesław Ziemianin 0000Jan Wojtas                 | 1:33:49,3 h 23:11,6 min 23:45,2 min 23:39,0 min 23:13,5 min | 0+0                 |
| 09    | Österreich 0000Wolfgang Perner 0000Ludwig Gredler 0000Franz Schuler 0000Martin Pfurtscheller   | 1:34:02,9 h 23:15,2 min 23:32,2 min 23:01,7 min 24:13,8 min | 2+2 0+0 2+1 0+1 0+0 |
| 10    | Slowenien 0000Uroš Velepec 0000Jure Velepec 0000Boštjan Lekan 0000Janez Ožbolt                 | 1:34:19,6 h k. A. k. A. k. A. k. A.                         | 0+1 0+0 0+1 0+0     |
|       | …                                                                                              |                                                             |                     |

Datum: 26. Februar 1994
Totalanstieg: 279 m, Maximalanstieg: 23 m, Höhenunterschied: 57 m

18 Staffeln am Start, alle in der Wertung

## Ergebnisse Frauen

### Sprint 7,5 km
| Platz | Land | Sportlerin                 | Zeit (min) | Fehler  |
| ----- | ---- | -------------------------- | ---------- | ------- |
| 01    | CAN  | Myriam Bédard              | 26:08,8    | 2 (0+2) |
| 02    | BLR  | Swjatlana Paramyhina       | 26:09,9    | 2 (2+0) |
| 03    | UKR  | Walentyna Zerbe-Nessina    | 26:10,0    | 0 (0+0) |
| 04    | KAZ  | Inna Scheschkil            | 26:13,9    | 2 (0+2) |
| 05    | GER  | Petra Schaaf               | 26:33,6    | 2 (2+0) |
| 06    | BLR  | Iryna Kakujewa             | 26:38,4    | 2 (0+2) |
| 06    | ITA  | Nathalie Santer            | 26:38,8    | 3 (1+2) |
| 08    | GER  | Simone Greiner-Petter-Memm | 26:46,5    | 3 (3+0) |
| 09    | CZE  | Eva Háková                 | 26:48,2    | 1 (1+0) |
| 10    | NOR  | Elin Kristiansen           | 26:46,5    | 1 (0+0) |
|       |      |                            |            |         |
| 13    | GER  | Uschi Disl                 | 27:04,1    | 2 (1+1) |
|       |      |                            |            |         |
| 26    | GER  | Antje Harvey               | 27:46,5    | 3 (0+3) |
|       | …    |                            |            |         |

Datum: 23. Februar 1994
Totalanstieg: 271 m, Maximalanstieg: 30 m, Höhenunterschied: 57 m

69 Teilnehmerinnen aus 28 Ländern, alle in der Wertung

### Einzel 15 km
| Platz | Land | Sportlerin                 | Zeit (min) | Fehler      |
| ----- | ---- | -------------------------- | ---------- | ----------- |
| 01    | CAN  | Myriam Bédard              | 52:06,2    | 2 (0+1+0+1) |
| 02    | FRA  | Anne Briand                | 52:53,3    | 3 (1+1+0+1) |
| 03    | GER  | Uschi Disl                 | 53:15,3    | 3 (2+0+0+1) |
| 04    | BLR  | Swjatlana Paramyhina       | 53:21,3    | 4 (3+1+0+0) |
| 05    | FRA  | Corinne Niogret            | 53:38,1    | 2 (1+0+1+0) |
| 06    | SVK  | Martina Jasicova           | 53:56,4    | 2 (0+0+1+1) |
| 07    | BLR  | Natallja Permjakawa        | 53:59,1    | 2 (1+1+0+0) |
| 08    | AUS  | Kerryn Rim                 | 54:10,1    | 2 (1+1+0+0) |
| 09    | GER  | Antje Harvey               | 54:12,4    | 3 (0+1+0+2) |
| 10    | RUS  | Luisa Noskowa              | 54:18,2    | 4 (0+3+0+1) |
|       |      |                            |            |             |
| 15    | GER  | Petra Schaaf               | 54:52,9    | 5 (2+2+0+1) |
|       |      |                            |            |             |
| 25    | ITA  | Nathalie Santer            | 56:07,4    | 8 (2+2+1+3) |
|       |      |                            |            |             |
| 36    | GER  | Simone Greiner-Petter-Memm | 58:06,5    | 7 (1+2+2+2) |
|       | …    |                            |            |             |

Datum: 18. Februar 1994
Totalanstieg: 504 m, Maximalanstieg: 30 m, Höhenunterschied: 57 m

69 Teilnehmerinnen aus 28 Ländern, davon 68 in der WertungAusgeschieden: Olena Petrowa (UKR).

### Staffel 4 × 7,5 km
| Platz | Land/Sportlerinnen                                                                                   | Zeit                                                        | Fehler              |
| ----- | --- | ----------------------------------------------------------- | ------------------- |
| 01    | Russland 0000Nadeschda Talanowa 0000Natalja Snytina 0000Luisa Noskowa 0000Anfissa Reszowa            | 1:47:19,5 h 27:21,1 min 27:25,4 min 26:59,0 min 25:34,0 min | 0+0                 |
| 02    | Deutschland 0000Uschi Disl 0000Antje Harvey 0000Simone Greiner-Petter-Memm 0000Petra Schaaf          | 1:51:16,5 h 26:56,8 min 26:38,5 min 30:43,1 min 26:58,1 min | 3+3 0+0 3+3 0+0     |
| 03    | Frankreich 0000Corinne Niogret 0000Véronique Claudel 0000Delphyne Heymann 0000Anne Briand            | 1:52:28,3 h 27:32,5 min 28:15,3 min 28:30,2 min 28:10,3 min | 0+1 0+0 0+1         |
| 04    | Norwegen 0000Ann-Elen Skjelbreid 0000Annette Sikveland 0000Hildegunn Fossen 0000Elin Kristiansen     | 1:54:08,1 h 29:36,7 min 28:21,2 min 28:17,0 min 27:53,2 min | 0+2 0+1 0+0         |
| 05    | Ukraine 0000Walentyna Zerbe-Nessina 0000Maryna Skolota 0000Olena Petrowa 0000Olena Ohurzowa          | 1:54:26,5 h 27:59,6 min 30:14,2 min 28:25,4 min 27:47,3 min | 2+1 0+0 1+1 0+0 1+0 |
| 06    | Belarus 0000Iryna Kakujewa 0000Natallja Permjakawa 0000Natallja Ryschankowa 0000Swjatlana Paramyhina | 1:54:55,1 h 30:10,9 min 29:19,5 min 28:43,9 min 26:40,8 min | 5+3 4+0 1+1 0+2 0+0 |
| 07    | Tschechien 0000Jana Kulhavá 0000Jiřina Pelcová 0000Iveta Knížková 0000Eva Háková                     | 1:57:00,8 h 29:03,0 min 30:24,5 min 30:19,5 min 27:13,8 min | 3+0 0+0 1+0 0+0     |
| 08    | USA 0000Beth Coats 0000Joan Smith 0000Laura Tavares 0000Joan Guetschow                               | 1:57:35,9 h 31:35,2 min 27:34,7 min 28:15,4 min 30:10,6 min | 0+3 0+0             |
| 09    | Schweden 0000Eva-Karin Westin 0000Catarina Eklund 0000Maria Schylander 0000Heléne Dahlberg           | 1:58:07,2 h k. A. k. A. k. A. k. A.                         | 0+0                 |
| 10    | Finnland 0000Katja Holanti 0000Tuija Sikiö 0000Mari Lampinen 0000Tuija Vuoksiala                     | 1:59:55,7 h k. A. k. A. k. A. k. A.                         |                     |
|       | … |                                                             |                     |

Datum: 25. Februar 1994
Totalanstieg: 279 m, Maximalanstieg: 23 m, Höhenunterschied: 57 m

17 Staffeln am Start, alle in der Wertung